# Sela (band)
Sela is een Nederlandse christelijke muziekgroep, die zich ten doel stelt om kerkgemeenschappen van eigentijdse kerkmuziek te voorzien. Ze schrijven liederen, geven concerten en brengen albums uit. 
De muziekstijl van Sela is een combinatie van worship-rock met Ierse folk en klassieke invloeden. De teksten kenmerken zich door teksten vanuit de Bijbel.

## Geschiedenis
Sela is in 2005 ontstaan uit een project van de HGJB. Rond die tijd wilden enkele muzikanten een album opnemen waarmee een van de missies van de Protestantse Kerk in Nederland - lofprijzing en aanbidding van God stimuleren - bevorderd kon worden. Veel van de liedteksten zijn geschreven door Hans Maat.
De reacties op het eerste album en bijbehorende concertreeks waren boven verwachting. Dit zorgde ervoor dat Sela besloot om na uitbrengen van de cd U (2005) door te gaan met de band. Er werden nieuwe liederen geschreven en de opvolger Votum verscheen in 2007. Begin 2008 kreeg de band te horen dat het nummer Lof, aanbidding van het laatste album zal verschijnen op de nieuwe Opwekkings-cd voor dat jaar.
In februari 2009 kwam Sela met een live-cd/dvd die is opgenomen in de Jacobikerk in Utrecht. Daarna werden achtereenvolgens de studioalbums Gloria (2009), Koninkrijk (2010) en Via Dolorosa (2012) uitgebracht. Kerst 2011 werd een concert in de Sint-Janskerk te Gouda integraal op televisie uitgezonden en op dvd uitgebracht als Live in Gouda (2012).  
Met Ik zal er zijn (2013) behaalde Sela de koppositie in de Top 1008 van Groot Nieuws Radio van 2014 t/m 2018. Daarna volgden nog de albums Vreugde van mijn hart (2016) en God van leven (2018). In 2019 kwam het album Thuis uit. In 2021 de cd Kerstnacht Boven Bethlehem.
Jaarlijks worden door Sela op diverse locaties in Nederland paas- en/of kerstconcerten verzorgd. Inmiddels zijn er in de loop der jaren een aantal nummers van Sela opgenomen in de bundel van Opwekking, waaronder Zie hoe Jezus lijdt voor mij en Gebed om zegen.

## Leden en oud-leden
| Musicus                      | Instrument                                 | Opleiding                                     | Lid vanaf (-tot) |
| ---------------------------- | ------------------------------------------ | --------------------------------------------- | ---------------- |
| Mirjam Kerkhof               | Zang                                       |                                               | 2018 - heden     |
| Lars Gerfen                  | Zang                                       |                                               | 2023 - heden     |
| Anneke van Dijk-Quist        | Viool, fluiten, accordeon, achtergrondzang | Studeerde schoolmuziek aan het conservatorium | 2008 - 2025      |
| Peter Dijkstra               | Drums en percussie                         | Afgestudeerd conservatorium 2011              | 2010 - heden     |
| James MacMillan              | Basgitaar en contrabas, achtergrondzang    |                                               | 2009 - heden     |
| Tobias Plansoen              | Gitaar                                     | Afgestudeerd conservatorium 2006              | 2006 - heden     |
| Arnold Dekker                | Piano en orgel                             |                                               | 2023 - heden     |
| Frans Christiaan Korpershoek | Zang                                       | Music and Theology                            | 2011 - 2022      |
| Adrian Roest                 | Piano en orgel                             |                                               | 2005 - 2022      |
| Kinga Bán                    | Zang                                       | Conservatorium voltooid 2005                  | 2008 - 2017      |
| Elbert Smelt                 | Zang                                       |                                               | 2005 - 2010      |
| Johan Smelt                  | Gitaar                                     |                                               | 2005 - 2010      |
| Niek Smelt                   | Slagwerk                                   |                                               | 2005 - 2010      |

## Albums
- U (cd, 2005)
- Votum (cd, 2007)
- Live in Utrecht (live-cd/dvd, 2009)
- Gloria (cd, 2009)
- Koninkrijk (cd, 2010)
- Via Dolorosa: Pasen met Sela (cd, 2012)
- Live in Gouda (live-cd/dvd, 2012)
- Ik zal er zijn (cd, 2013)
- In het licht (cd, 2014)
- Live in Groningen (live-cd/dvd, 2015)
- Vreugde van mijn hart (cd, 2016)
- God van leven (cd, 2018)
- Thuis (cd, 2019)
- Kerstnacht Boven Bethlehem (cd, 2021)
- Huis van vrede (cd, 2024)